# Smicridea nigripennis
Smicridea nigripennis är en nattsländeart som beskrevs av Banks 1920. Smicridea nigripennis ingår i släktet Smicridea och familjen ryssjenattsländor. Inga underarter finns listade i Catalogue of Life.